# 鄭仲升
鄭仲升（？—？）字次超，内蒙古克什克腾旗经棚镇人，中华民国政治人物。

## 生平
清朝光绪二十三年（1897年）春，克什克腾旗经棚郑仲升考中举人。同年秋，赴日本观光。 
1918年，郑仲升成为中华民国第二届国会参议员。1920年，第二届国会解散。
察哈尔旅京同乡会设在北京宣武门外椿树上头条6号，以联络旅京同乡之感情为宗旨，由郑仲升发起成立。1919年12月4日成立，1920年1月29日批准备案，会长郑仲升，副会长张钦，会员36人。
1924年5月4日，郑仲升署理察哈尔教育厅厅长。任廳長僅八个月有餘即去职，改由王維藩署任。